# Максимилиан фон Дитрихщайн
Максимилиан фон Дитрихщайн (на немски: Maximilian Fürst on Dietrichstein zu Nikolsburg) е австрийски благородник, дипломат, 1. княз на Дитрихщайн, господар на Николсбург в Моравия, австрийски държавник, императорски таен съветник и конференц-министър на императорите Фердинанд II и Фердинанд III.

## Биография
Роден е на 27 юни 1596 година във Виена, Хабсбургска монархия. Той е син на граф Зигмунд фон Дитрихщайн, фрайхер фон Холенбург (1560 – 1602) и втората му съпруга Йохана дела Скала д'Амеранг/ фон дер Лайтер (1574 – 1649), наследничка на Амеранг, дъщеря на Йохан Вармунд дела Скала, принц ди Верона (1544 – 1592) и Елизабет фон Турн († 1579). Внук е на Адам фон Дитрихщайн (1527 – 1590) и правнук на Зигмунд фон Дитрихщайн (1484 – 1533), 1. фрайхер фон Дитрихщайн, женен за Барбара фон Ротал, извънбрачна дъщеря на император Максимилиан I фон Хабсбург.
Майка му се омъжва втори път на 25 февруари 1607 г. за фрайхер Георг Зигизмунд фон Ламберг-Ортенег-Отенщайн, бургграф на Щайер (1568 – 1630/1631), инколат на Бохемия (1607).
След смъртта на баща му чичо му кардинал Франц фон Дитрихщайн (1570 – 1636) го изпраща като младеж в двора на ерцхерцог Албрехт в Испанска Нидерландия. Тук са положени основите на неговия католицизъм, както и неговите високо ценени таланти като придворен. Той е дълги години кемерер на императрица Елеонора.
На 18 септември 1612 г. Максимилиан става граф на Дитрихщайн. На 24 март 1631 г. е издигнат на княз, също и на граф на Прозкау. През 1634 г. става рицар на Ордена на Златното руно.
Умира на 59 години на 6 ноември 1655 г. в Микулов (Николсбург), Моравия (днес Чехия).

## Фамилия
Първи брак: на 23 април 1618 г. в Айзгруб, Ландсхут, се жени за принцеса Анна Мария Франциска фон Лихтенщайн (* 7 декември 1597; † 26 април 1640), дъщеря на княз Карл I фон Лихтенщайн (1569 – 1627) и Анна Мария баронеса фон Босковиц-Шварценберг-Черна-Гора († 1625). Те имат децата:
- Максимилиана Андрея (умира млада)
- Анна Франциска (* 1621; † 16 септември 1685), омъжена на 23 април 1647 във Виена за Валтер Леслие фон Балквхайне (1606 – 1667)
- Мария Елеонора (* 1 януари 1623; † 2 март 1687), омъжена I. на 26 ноември 1646, Виена, Австрия, за граф Леополд Вилхелм фон Кауниц (1614 – 1655), II. на 15 април 1663 г. в Ходонин (Гьодинг) за граф Фридрих Леополд фон Оперсдорф († 1699)
- Йохана Беатрикс († 26 март 1676), омъжена на 4 август 1644 г. за княз Карл Евсебий фон Лихтенщайн (1611 – 1684)
- Мария Клара (* 7 септември 1626; † 28 януари 1667), омъжена на 10 януари 1650 във Виена за граф Йохан Фридрих фон Траутмансдорф-Вайнсберг, фрайхер фон Глайхенберг (1619 – 1696)
- Мария Терезия Игнация (1632 – 1665)
- Мария София (* пр. 1638; † 4 ноември 1711)
- Фердинанд Йозеф фон Дитрихщайн (* 25 септември 1636, Виена; † 28 ноември 1698, Виена), 3. (2.) княз на Дитрихщайн-Николсбург (1655 – 1698), женен на 7 февруари 1656 г. в Грац за принцеса Мария Елизабет фон Егенберг (1640 – 1715)
- Маргарета Мария Йозефа (* 18 април 1637; † 15 декември 1676), омъжена на 31 май 1657 във Виена за граф Раймондо Монтеколи (1609 – 1680)
- Максимилиан фон Дитрихщайн (* 14 юни 1638; † 4 декември 1692), женен на 18 януари 1663 за Юстина Мария фон Шварценберг (1647 – 1692)
- Мария Терезия (* 1639; † 5 февруари 1658), омъжена на 8 ноември 1654 за граф Карл Адам фон Мансфелд-Фордерорт-Борнщет (1629 – 1662)
- Карл (* 1639; † сл. 1639)

Втори брак: на 4 декември 1640 г. се жени за графиня София Агнес фон Мансфелд-Фордерорт-Борнщет (* 4 ноември 1619; † 20 яануари 1677), дъщеря на граф Волфганг фон Мансфелд III (1575 – 1638) и София Шенк фон Таутенбург († 1636). Те имат децата:
- Йозеф Игнац (умира млад)
- Мария Йозефа (* 1641; † 15 декември 1676)
- Франц Адам († сл. 1661)
- Франц Антон (* 1642; † 22 февруари 1721), йезуит
- Мария Йозефа († 15 декември 1676)
- Филип Зигмунд (* 9 март 1651; † 3 юли 1716), граф на Дитрихщайн, господар на Холенбург, Финкенберг и Талберг, женен I. 1680 г. за фрйин Мария Елизабет Хофман фон Грюнбюхел (1660 – 1705), II. сл. 1705 г. за фрайин Доротея фон Янковска з Влашими († 1742)
- Мария Розина София (* 1652; † 4 ноември 1711), омъжена I. 1662 за граф Франц Евсебий фон Пьотинг, II. на 12 юни 1681 за граф Вацлав Фердинанд фон Лобковиц
- Мария Шарлота Анна София Терезия Роза Еустахия (* 20 септември 1655; † 18 август 1682).